# چلچله رودخانه‌ای چشم‌سفید
چلچله رودخانه‌ای چشم‌سفید (نام علمی: Pseudochelidon sirintarae) نام یک گونه از سرده چلچله‌های رودخانه‌ای است.